# Мурсова свиня
41°24′26″ пн. ш. 7°27′12″ зх. д. / 41.407264° пн. ш. 7.453384° зх. д.

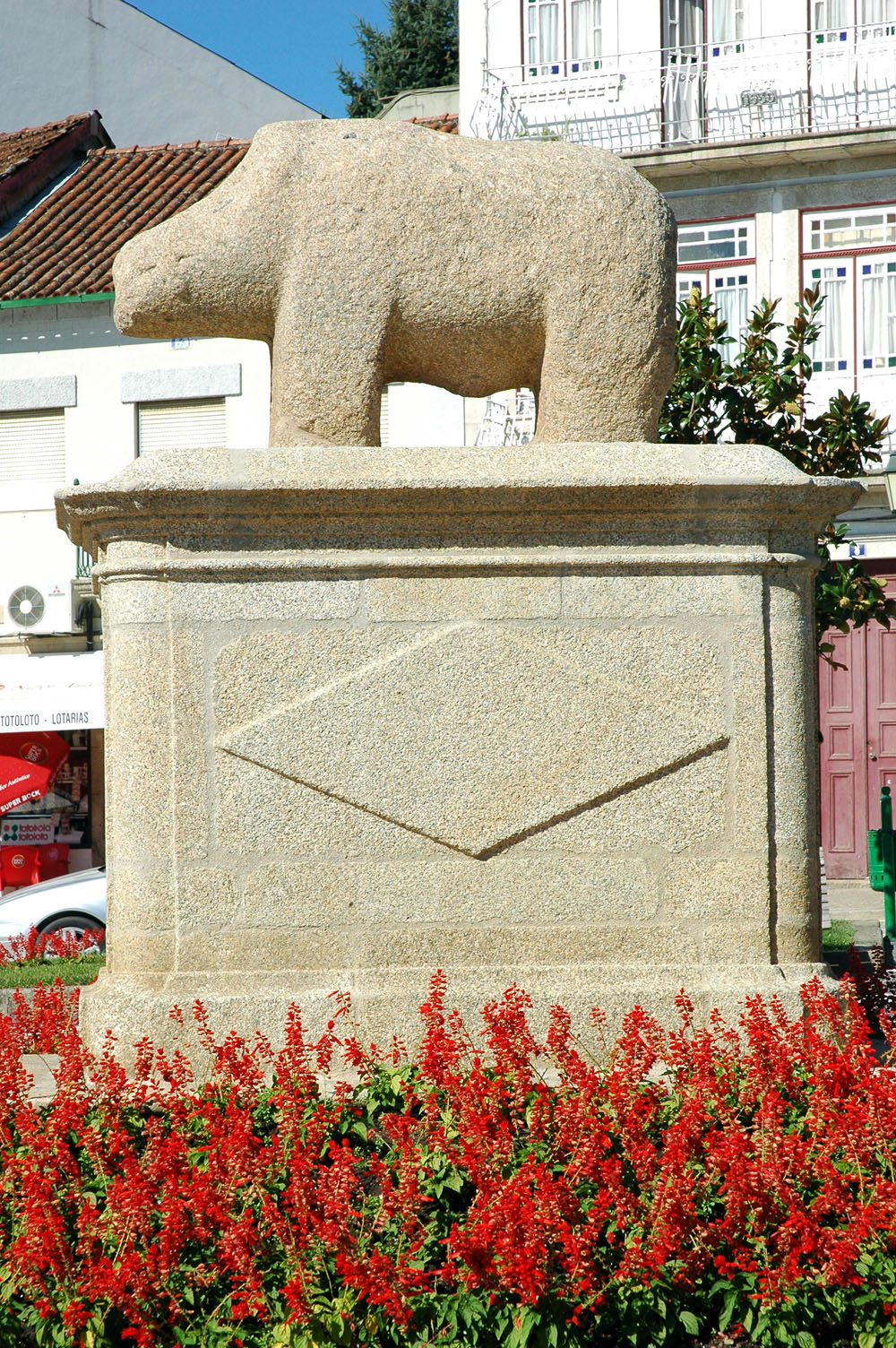
Мурсова свиня

Му́рсова свиня́ (порт. porca de Murça) — гранітна зооморфна скульптура в Португалії, у містечку Мурса. Всупереч популярній назві, зображує борова (некастрованого кабана), а не свиню. Цінна археологічна пам'ятка. Зразок кельтської скульптури IV—І століть до н.е., один із так званих кам'яних боровів. Довжина — 1,7 м, ширина — 58 см, висота — близько 1 м. Точне походження невідоме. Ймовірно перенесена з території Кадавальського замку, розташованого поруч з поселенням. Згідно з середньовічною легендою символізує свиню-чудовисько, що тероризувала жителів краю в VIII столітті. Після багатьох марних спроб місцевих мисливців забити монстра, в 757 році її подолав господар Мурси, сильний і відважний лицар. Відтоді вдячні мешканці стали сплачувати йому та його нащадкам данину. Пам'ятник вважається одним із символів Мурси й закарбований на її гербі та прапорі. На честь скульптури названа марка місцевого вина «Porca de Murça» (Мурсова свиня).

## Галерея

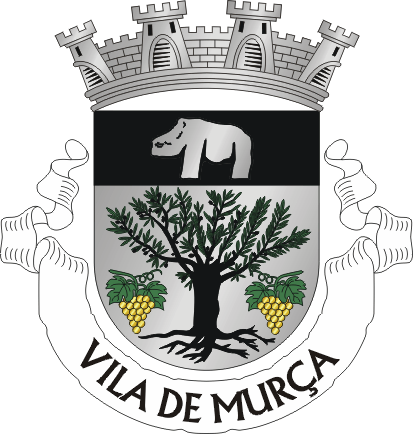
Герб
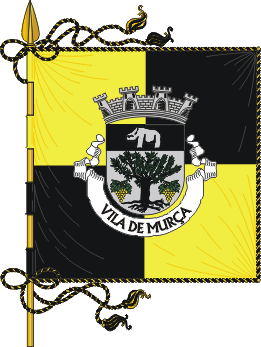
Прапор
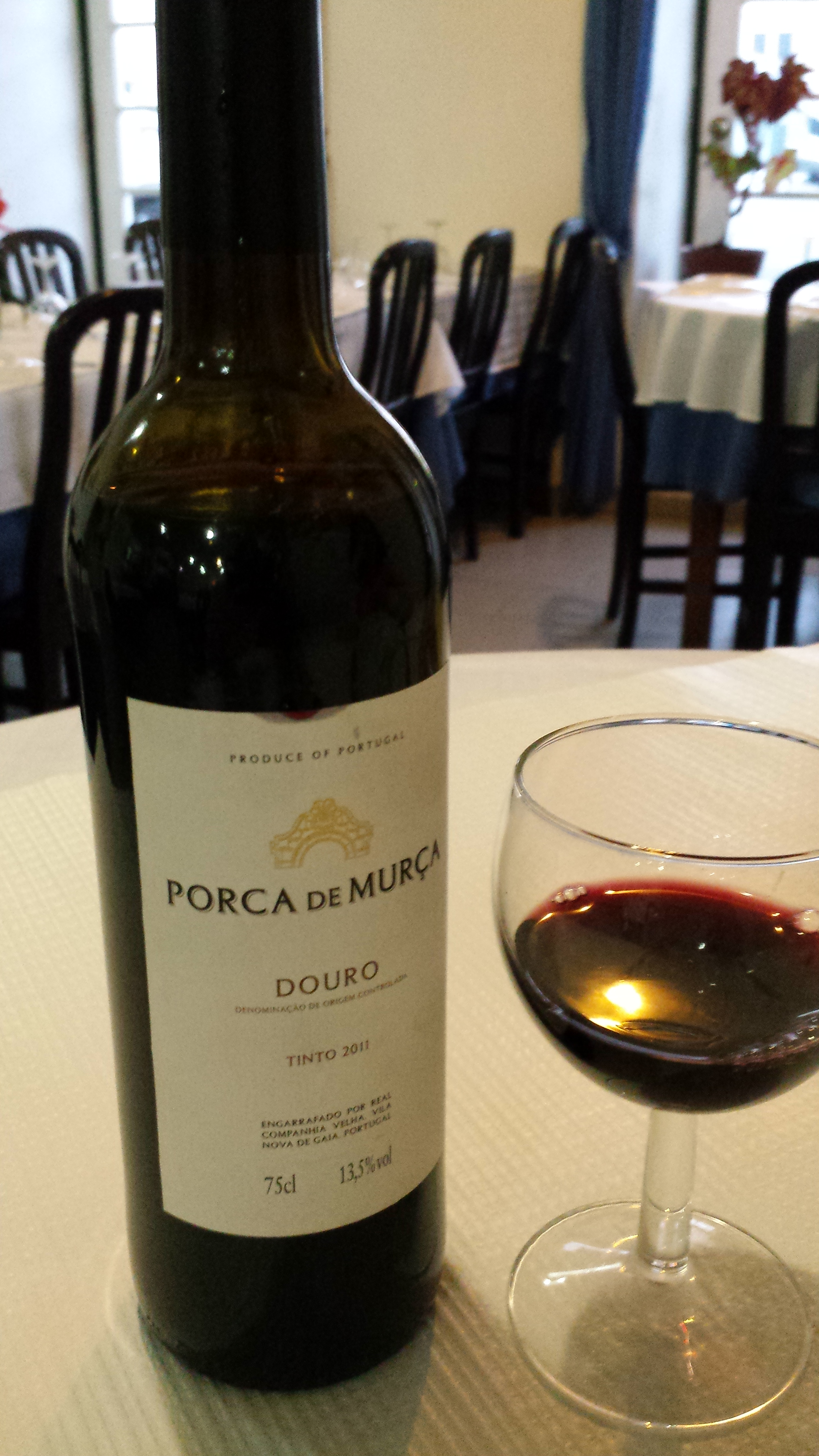
Вино